# Смоленська береза
54°49′30.281″ пн. ш. 32°03′26.600″ сх. д. / 54.82507806° пн. ш. 32.05738889° сх. д.

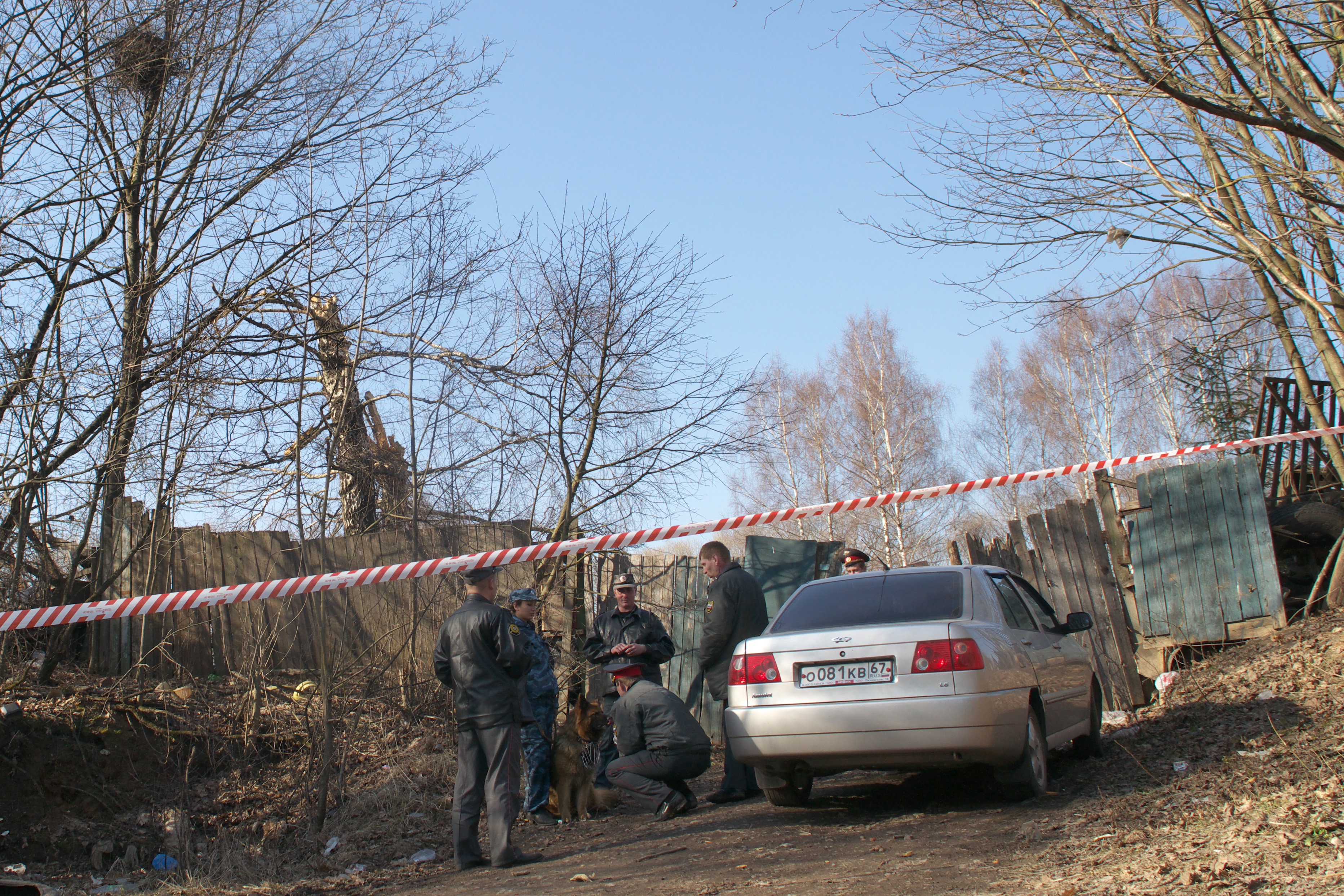
Береза на задньому плані у день авіакатастрофи 10 квітня 2010

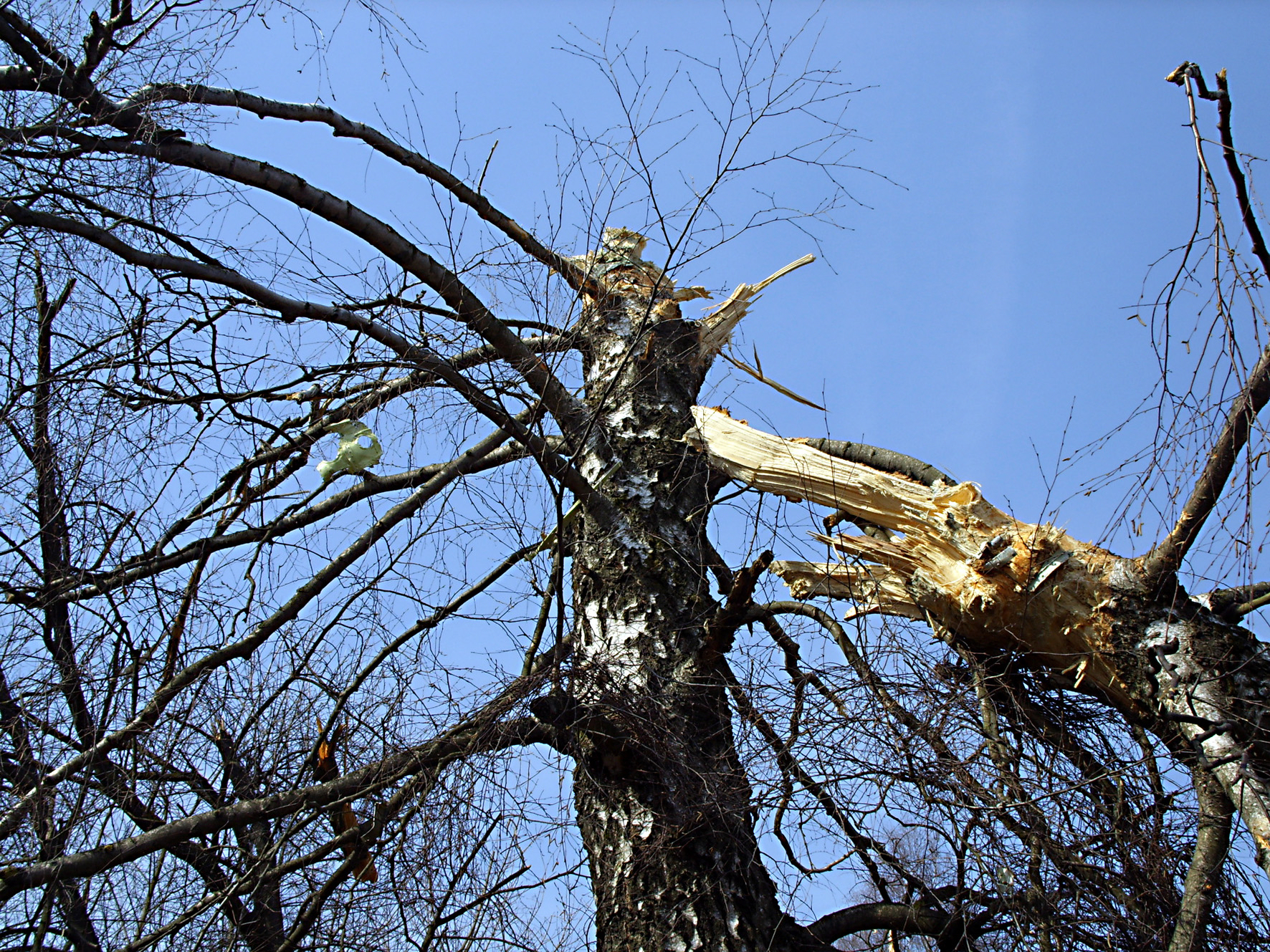
Зламана береза. Фотографія зроблена Міждержавним авіаційним комітетом

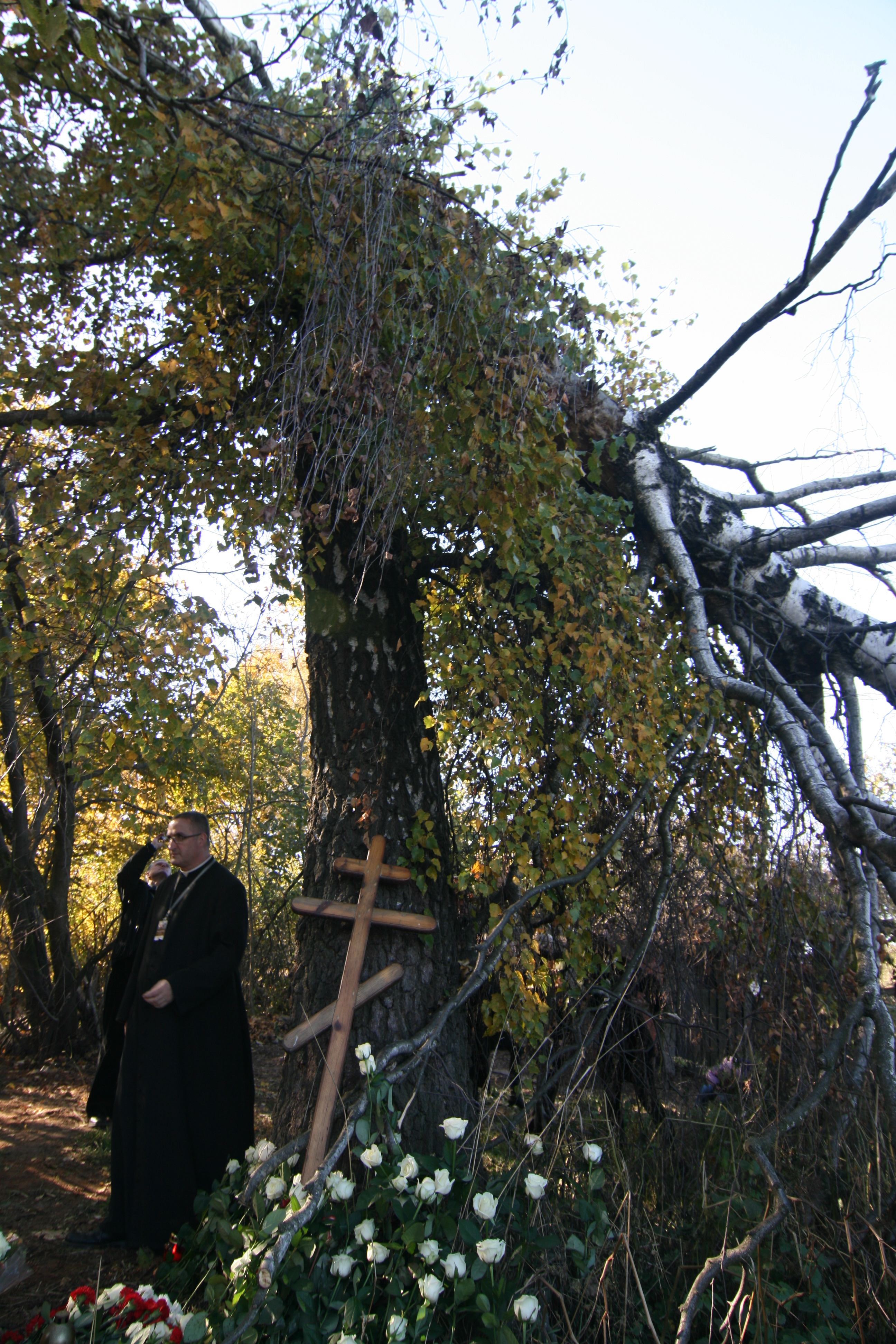
Смоленська береза у жовтні 2010 року

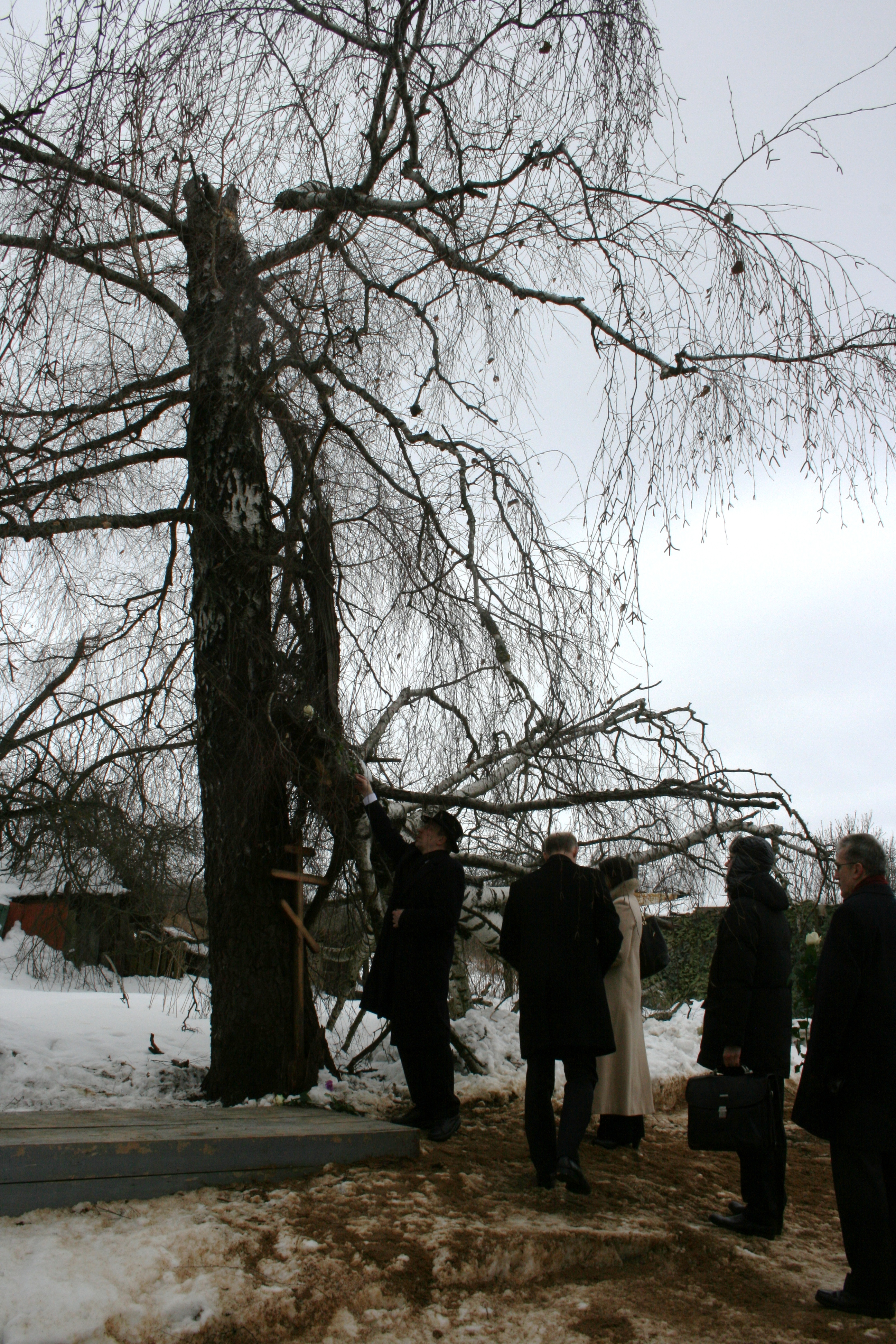
Польський міністр Богдан Здроєвський покладає троянду на березу. 10 квітня 2012

Смоленська береза, у польських ЗМІ також вживається й інша назва — Броньована береза (пол. Brzoza smoleńska, Pancerna brzoza) — найменування берези, що зростає приблизно за 855 метрів на схід від злітно-посадкової смуги військового аеродрому Смоленськ-Північний.

## Історія
Дерево значно постраждало під час авіакатастрофи 10 квітня 2010 року, коли під час аварії був зламаний її стовбур. Згідно з документами Міждержавного авіаційного комітету та доповіді польської Комісії з розслідування авіаційних подій державної авіації, дерево зламалося від удару лівого крила літака Ту-154М 36-го спеціального авіаційного полку Повітряних сил Польщі, що виконував рейс з Варшави до Смоленську.
Будучи одним з об'єктів розслідування причин авіакатастрофи, береза стала у багатьох польських засобах масової інформації, у громадській думці і серед деяких польських вчених одним з аргументів конспірологічного замаху на життя державних польських діячів, які перебували у літаку. Противники офіційних висновків Міждержавного авіаційного комітету та Комісії з розслідування авіаційних подій державної авіації висловили сумнів у тому, що береза була зламана саме при падінні літака. Це породило широку дискусію у польському Сеймі, засобах масової інформації та серед польської громадськості. Противники офіційних висновків, порівнюючи різні фотографії дерева, стверджували, що, на їх думку, дане дерево було зламано ще до авіакатастрофи і російські спецслужби навмисно помістили у його стовбур фрагменти літака, що нібито демонструє намір російських спецслужб приховати від світової громадськості справжні причини авіакатастрофи.
Згідно з висновками Міждержавного авіаційного комітету, зламання дерева сталося за 5,1 метрів від рівня землі і у момент зіткнення з деревом у його стовбур вп'ялися фрагменти крила. Фотографія Міждержавного комітету зі зламаним деревом була опублікована у засобах масової інформації та у його заключному документі. У жовтні 2010 року вперше місце падіння літака відвідали 170 осіб з числа родичів і близьких загиблих у катастрофі. Поминання загиблих пройшло саме біля смоленської берези. У наступні роки береза стала об'єктом шанування — біля неї відбуваються громадянські панахиди у день катастрофи.
Після авіакатастрофи дерева, що знаходяться навколо аеродрому, були зрубані для забезпечення безпеки польотів. Смоленська ж береза була залишена і наступного року дала паростки на зламаному місці. У квітні 2011 року польськими відвідувачами місця катастрофи біля смоленської берези був обладнаний невеликий поміст для установки свічок і квітів. У жовтні 2012 року військові прокурори Польщі та геодезисти провели детальне вивчення берези, включаючи рентгенівське дослідження, зібрали фрагменти її стовбура, гілок і проби ксилеми.
Деякі польські вчені, використавши дані про злам берези, провели наукові дослідження на основі методів аеродинаміки, математичного моделювання та опору матеріалів. 2011 року береза стала об'єктом наукових досліджень Веслава Біненди, 2012 року — астрофізика Павла Артимовича та американських вчених польського походження Кріса Чешевскі та Казімежа Новачика. Згідно з даними Кріса Чешевскі, береза була зламана за кілька годин до авіакатастрофи.
У серпні 2012 року парламентська комісія з аналізу причин авіакатастрофи опублікувала доповідь «28 місяців після Смоленська», в якому на підставі висновків Казімежа Новачика і Веслава Бенанди було висунуто гіпотезу, що літак не зачепив березу, а пролетів над нею.

## Пам'ять
- Смоленська береза була зображена на пам'ятних монетах 20 та злотих, які 2011 року випустив Польський банк[14][15].
- Смоленська береза зображена на пам'ятнику жертвам катастрофи біля церкви святої Анни у Варшаві[16].
- Польський графік Анджей Краузе намалював дві картини, присвячені смоленської березі.
- Планується зобразити смоленську березу на майбутньому пам'ятнику, присвяченому жертвам авіакатастрофи[17].
- Польський поет Олександр Шуманський написав вірш «Brzoza smoleńska», присвячений смоленській березі[18].
- Польське ставлення до смоленської берези викликало численні глузування у російських засобах масової інформації[19].